# Putterlickia
Putterlickia Endl. – rodzaj roślin należący do rodziny dławiszowatych (Celastraceae R. Br.). Obejmuje co najmniej 2 gatunki występujące naturalnie w południowej Afryce.

## Systematyka
Pozycja i podział według APWeb (2001...)
Rodzaj należący do rodziny dławiszowatych (Celastraceae R. Br.), rzędu dławiszowców (Celestrales Baskerville), należącego do kladu różowych w obrębie okrytonasiennych.
Wykaz gatunków
- Putterlickia pyracantha (L.) Endl.
- Putterlickia verrucosa (E. Mey. ex Sond.) Szyszył.